# Az év horvát labdarúgója
Az év horvát labdarúgója (horvátul: Nogometaš godine) díjat minden naptári év végén a Večernji list napilap ítéli oda az adott esztendőben a legjobbnak vélt horvát labdarúgónak. A díjat külföldi klubcsapatban játszók is elnyerhetik, a díj odaítélésében olyan pontrendszer az alapja, amely figyelembe veszi az adott játékos klubcsapatában és a válogatottban nyújtott teljesítményét is. Rendszerint a Horvát labdarúgó-szövetség által szervezett ünnepélyen adják át. 
A díjat 1972-ben alapították, és 1990-ig az előző év legjobb jugoszláv játékosa kapta meg. Legtöbb alkalommal - tízszer - Luka Modrić érdemelte ki a díjat, 2007 és 2021 között. Őket Dado Pršo követi, aki 2003 és 2005 között egymást követő három évben bizonyult a szavazás legjobbjának. 1995 és 2017 között egy külön díjat, Az év horvát reménysége díjat (horvátul:Nada godine) is átadtak, ezt az év fiatal horvát labdarúgója vehette át.

## Győztesek

### Az év jugoszláv labdarúgója (1972–90)
† megosztottan kapta a díjat

| Év   | Az év jugoszláv labdarúgója | Az év jugoszláv labdarúgója | Az év jugoszláv labdarúgója | Az év jugoszláv labdarúgója |
| Év   | Játékos (Győzelmek száma)   | Kor                         | Poszt                       | Klub                        |
| ---- | --------------------------- | --------------------------- | --------------------------- | --------------------------- |
| 1972 | Dušan Bajević (1)           | 24                          | FW                          | Velež                       |
| 1973 | Enver Marić (1)             | 25                          | GK                          | Velež                       |
| 1974 | Josip Katalinski (1)        | 26                          | DF                          | Željezničar                 |
| 1975 | Ivan Buljan (1)             | 26                          | DF                          | Hajduk Split                |
| 1976 | Ivica Šurjak (1)            | 23                          | MF                          | Hajduk Split                |
| 1977 | Dražen Mužinić (1)          | 24                          | MF                          | Hajduk Split                |
| 1978 | Vilson Džoni (1) †          | 28                          | DF                          | Dinamo Zagreb               |
| 1978 | Nenad Stojković (1) †       | 22                          | DF                          | Partizan                    |
| 1979 | Safet Sušić (1) †           | 24                          | MF                          | FK Sarajevo                 |
| 1979 | Velimir Zajec (1) †         | 23                          | MF                          | Dinamo Zagreb               |
| 1980 | Vladimir Petrović (1)       | 25                          | MF                          | Red Star                    |
| 1981 | Zlatko Vujović (1)          | 23                          | FW                          | Hajduk Split                |
| 1982 | Ivan Gudelj (1)             | 22                          | MF                          | Hajduk Split                |
| 1983 | Zoran Simović (1)           | 29                          | GK                          | Hajduk Split                |
| 1984 | Velimir Zajec (2)           | 28                          | MF                          | Panathinaikósz              |
| 1985 | Blaž Slišković (1)          | 26                          | MF                          | Hajduk Split                |
| 1986 | Semir Tuce (1)              | 22                          | MF                          | Velež                       |
| 1987 | Marko Mlinarić (1)          | 27                          | MF                          | Dinamo Zagreb               |
| 1988 | Dragan Stojković (1)        | 23                          | MF                          | Crvena zvezda               |
| 1989 | Dragan Stojković (2)        | 24                          | MF                          | Crvena zvezda               |
| 1990 | Robert Prosinečki (1)       | 21                          | MF                          | Crvena zvezda               |

### Az év horvát labdarúgója (1991–)
| Év   | Az év horvát labdarúgója  | Az év horvát labdarúgója | Az év horvát labdarúgója | Az év horvát labdarúgója | Az év horvát reménysége | Az év horvát reménysége | Az év horvát reménysége | Az év horvát reménysége |
| Év   | Játékos (Győzelmek száma) | Kor                      | Poszt                    | Klub                     | Játékos                 | Kor                     | Poszt                   | Klub                    |
| ---- | ------------------------- | ------------------------ | ------------------------ | ------------------------ | ----------------------- | ----------------------- | ----------------------- | ----------------------- |
| 1991 | Zvonimir Boban (1)        | 23                       | MF                       | Milan                    | Nem adták át            | Nem adták át            | Nem adták át            | Nem adták át            |
| 1992 | Davor Šuker (1)           | 25                       | FW                       | Sevilla                  | Nem adták át            | Nem adták át            | Nem adták át            | Nem adták át            |
| 1993 | Alen Bokšić (1)           | 23                       | FW                       | Lazio                    | Nem adták át            | Nem adták át            | Nem adták át            | Nem adták át            |
| 1994 | Davor Šuker (2)           | 27                       | FW                       | Sevilla                  | Nem adták át            | Nem adták át            | Nem adták át            | Nem adták át            |
| 1995 | Davor Šuker (3)           | 28                       | FW                       | Sevilla                  | Dario Šimić             | 20                      | DF                      | Croatia Zagreb          |
| 1996 | Davor Šuker (4)           | 29                       | FW                       | Real Madrid              | Jurica Vučko            | 20                      | FW                      | Hajduk Split            |
| 1997 | Robert Prosinečki (2) †   | 28                       | MF                       | Croatia Zagreb           | Silvio Marić            | 22                      | MF                      | Croatia Zagreb          |
| 1997 | Davor Šuker (5) †         | 30                       | FW                       | Real Madrid              | Silvio Marić            | 22                      | MF                      | Croatia Zagreb          |
| 1998 | Davor Šuker (6)           | 31                       | FW                       | Real Madrid              | Jurica Vranješ          | 18                      | MF                      | Osijek                  |
| 1999 | Zvonimir Boban (2)        | 31                       | MF                       | Milan                    | Tomo Šokota             | 22                      | FW                      | Croatia Zagreb          |
| 2000 | Nenad Bjelica (1)         | 29                       | MF                       | Osijek                   | Krunoslav Lovrek        | 21                      | FW                      | NK Zagreb               |
| 2001 | Igor Tudor (1)            | 23                       | DF                       | Juventus                 | Ivica Olić              | 22                      | FW                      | NK Zagreb               |
| 2002 | Stipe Pletikosa (1)       | 23                       | GK                       | Hajduk Split             | Niko Kranjčar           | 18                      | MF                      | Dinamo Zagreb           |
| 2003 | Dado Pršo (1)             | 29                       | FW                       | Monaco                   | Goran Ljubojević        | 20                      | FW                      | Osijek                  |
| 2004 | Dado Pršo (2)             | 30                       | FW                       | Rangers                  | Luka Modrić             | 19                      | MF                      | Inter-Zaprešić          |
| 2005 | Dado Pršo (3)             | 31                       | FW                       | Rangers                  | Leon Benko              | 22                      | FW                      | Varteks                 |
| 2006 | Eduardo (1)               | 23                       | FW                       | Dinamo Zagreb            | Ante Rukavina           | 20                      | FW                      | Šibenik                 |
| 2007 | Luka Modrić (1)           | 22                       | MF                       | Dinamo Zagreb            | Nikola Kalinić          | 19                      | FW                      | Hajduk Split            |
| 2008 | Luka Modrić (2)           | 23                       | MF                       | Tottenham Hotspur        | Marin Tomasov           | 21                      | MF                      | Zadar                   |
| 2009 | Ivica Olić (1)            | 30                       | FW                       | Bayern München           | Milan Badelj            | 20                      | MF                      | Dinamo Zagreb           |
| 2010 | Ivica Olić (2)            | 31                       | FW                       | Bayern München           | Šime Vrsaljko           | 18                      | DF                      | Dinamo Zagreb           |
| 2011 | Luka Modrić (3)           | 26                       | MF                       | Tottenham Hotspur        | Mateo Kovačić           | 17                      | MF                      | Dinamo Zagreb           |
| 2012 | Mario Mandžukić (1)       | 26                       | FW                       | Bayern München           | Franko Andrijašević     | 21                      | MF                      | Hajduk Split            |
| 2013 | Mario Mandžukić (2)       | 27                       | FW                       | Bayern München           | Ante Rebić              | 20                      | FW                      | Fiorentina              |
| 2014 | Luka Modrić (4)           | 29                       | MF                       | Real Madrid              | Tin Jedvaj              | 19                      | DF                      | Bayer Leverkusen        |
| 2015 | Ivan Rakitić (1)          | 27                       | MF                       | Barcelona                | Ante Ćorić              | 18                      | MF                      | Dinamo Zagreb           |
| 2016 | Luka Modrić (5)           | 31                       | MF                       | Real Madrid              | Filip Benković          | 19                      | DF                      | Dinamo Zagreb           |
| 2017 | Luka Modrić (6)           | 32                       | MF                       | Real Madrid              | Lovro Majer             | 19                      | MF                      | Lokomotiva              |
| 2018 | Luka Modrić (7)           | 33                       | MF                       | Real Madrid              |                         |                         |                         |                         |
| 2019 | Luka Modrić (8)           | 34                       | MF                       | Real Madrid              |                         |                         |                         |                         |
| 2020 | Luka Modrić (9)           | 35                       | MF                       | Real Madrid              |                         |                         |                         |                         |
| 2021 | Luka Modrić (10)          | 36                       | MF                       | Real Madrid              |                         |                         |                         |                         |

## Örökranglista
Vastag betűvel a ma is aktív játékosok. Csillaggal jelölve (*) azok, akik 1991, Jugoszlávia felbomlása előtt kapták a díjat.

| Győzelmek száma | Játékos           | Győztes évek                                               | Klub(ok)                                      |
| --------------- | ----------------- | ---------------------------------------------------------- | --------------------------------------------- |
| 10              | Luka Modrić       | 2007, 2008, 2011, 2014, 2016, 2017, 2018, 2019, 2020, 2021 | Dinamo Zagreb, Tottenham Hotspur, Real Madrid |
| 6               | Davor Šuker       | 1992, 1994, 1995, 1996, 1997, 1998                         | Sevilla, Real Madrid                          |
| 3               | Dado Pršo         | 2003, 2004, 2005                                           | AS Monaco, Rangers                            |
| 2               | Velimir Zajec     | 1979*, 1984*                                               | Dinamo Zagreb, Panathinaikósz                 |
| 2               | Dragan Stojković  | 1988*, 1989*                                               | Crvena zvezda                                 |
| 2               | Robert Prosinečki | 1990*, 1997                                                | Crvena zvezda, Dinamo Zagreb                  |
| 2               | Zvonimir Boban    | 1991, 1999                                                 | Milan                                         |
| 2               | Ivica Olić        | 2009, 2010                                                 | Bayern München                                |
| 2               | Mario Mandžukić   | 2012, 2013                                                 | Bayern München                                |